# 유수 (하간경왕)
하간경왕 유수(河間頃王 劉授, ? ~ 기원전 97년), 혹 유완(劉緩)은 중국 전한의 황족·제후왕으로, 하간강왕 유기의 아들이다.
아버지가 하간강왕 12년(기원전 114년)에 죽자 하간왕 자리를 계승했고, 하간경왕 17년(기원전 97년)에 죽어 아들 하간효왕이 뒤를 이었다.